# Point Cook
Point Cook är en förort till Melbourne i Australien. Den ligger i kommunen City of Wyndham och delstaten Victoria, omkring 22 kilometer sydväst om centrala Melbourne. Antalet invånare är 32 413.
Trakten är tätbefolkad. Närmaste större samhälle är Hoppers Crossing, nära Point Cook. Genomsnittlig årsnederbörd är 971 millimeter. Den regnigaste månaden är juni, med i genomsnitt 115 mm nederbörd, och den torraste är januari, med 34 mm nederbörd.